# Max Seeboth
Max Seeboth (* 14. März 1904 in Magdeburg; † 14. November 1967 in Washington, D.C.) war ein deutsch-amerikanischer Komponist und Musikpädagoge.

## Leben
Nach dem Abitur studierte Seeboth erst an der Universität Breslau, u. a. bei dem Komponisten und Domkapellmeister Siegfried Cichy, der dort nebenamtlich unterrichtete, und dann Musikwissenschaften, Kunstgeschichte und Philosophie an der Friedrich-Wilhelms-Universität zu Berlin, u. a. bei Hermann Abert und Max Friedländer.
Zum 1. Dezember 1939 trat er der NSDAP bei. In den Jahren 1939 und 1940 wurde ihm von seiner Heimatstadt der Magdeburger Musikpreis verliehen. Sein „Konzert für Klavier und Orchester“ fand begeisterte Aufnahme. Seeboth vertonte auch Gedichte von NS-Schriftstellern, darunter von Baldur von Schirach und Paul Grabau. 1943 wurde er zur Wehrmacht einberufen.
Nach dem Ende des Zweiten Weltkrieges und seiner Entlassung aus der Kriegsgefangenschaft ließ er sich in Emmerke nieder und zog 1949 weiter nach Hildesheim, wo jeweils weitere Kompositionen entstanden. Im Jahre 1951 emigrierte Seeboth in die USA und wurde Professor am Montgomery College in Maryland. 1964 dirigierte Seeboth sein letztes Konzert.

## Kompositionen (Auswahl)
- Cello-Sonate
- Sonate für eine Harfe
- Variationen für fünf deutsche Volkslieder für Orchester
- Suite für sieben Blasinstrumente
- Konzert für Violine und Orchester, im Auftrag von Erich Böhlke
- Konzert für Klavier und Orchester
- Adagio für Quartett, Horn und Klavier
- Introduktion und Ostinato für Orchester
- Sinfonietta für Streichorchester
- Sonate für Bratsche und Klavier
- Symphonische Suite
- 2. Sinfonie Suite für Orchester
- Ballade für Cello und Orchester
- Requiem für Soli, Chor und Orchester
- Andreana-Suite für Streichorchester
- Suite for Seven Brass Instrument, 4 Trompeten, 3 Posaunen